# 李翰 (唐)
李 翰（り かん、生没年不詳）は、中国・唐の官僚・文人。本貫は趙州賛皇県。

## 経歴
李華の子として生まれた。進士に及第し、衛尉寺に出仕した。陽翟県令の皇甫曾が音楽を求めていたことから、李翰は即興で音楽を奏し、ひらめきのままに文章を作った。天宝末年、房琯や韋陟が李翰を史官に推挙したが、宰相にしりぞけられた。安禄山の乱が起こると、李翰は友人の張巡に従って宋州の客となった。757年（至徳2載）、張巡は睢陽で反乱軍の包囲を受け、粘り強く抗戦したが、食糧が尽きて陥落した。張巡は節に殉じて死んだが、反乱軍に降伏したものと伝わり、粛宗も実際のところを知らなかった。李翰は張巡の功状を伝え、張巡の死節を擁護する上表をおこなった。 
上元年間に衛県尉となり、入朝して侍御史となった。左補闕・翰林学士に累進した。大暦年間に病のため免官され、陽翟で客死した。著書に『張巡姚誾伝』2巻・『蒙求』3巻・『前集』30巻があった。

## 伝記資料
- 『旧唐書』巻190下 列伝第140下 文苑下
- 『新唐書』巻203 列伝第128 文芸下